# Jusztinián Serédi
Jusztinián György Serédi (Deáki, 23 aprile 1884 – Esztergom, 29 marzo 1945) è stato un cardinale e arcivescovo cattolico ungherese.

## Biografia
Nacque a Deáki, allora in Ungheria (oggi Diakovce, Slovacchia), il 23 aprile 1884. Nel 1901 abbracciò la vita religiosa tra i benedettini della congregazione d'Ungheria nell'abbazia di Pannonhalma.
Fu arcivescovo di Strigonio e primate d'Ungheria dal 30 novembre 1927 alla morte.
Papa Pio XI lo elevò al rango di cardinale nel concistoro del 19 dicembre 1927 con il titolo di cardinale presbitero dei Santi Andrea e Gregorio al Monte Celio.
Partecipò al conclave del 1939 che elesse Papa Pio XII.
Strenuo oppositore del nazismo, emise un editto nel 1934 con il quale vietava ai preti cattolici di appoggiare i princìpi nazisti. Guidò la Chiesa ungherese nella sua opposizione agli attacchi contro gli ebrei. Alla fine della seconda guerra mondiale fu preso in ostaggio dai nazisti poco prima che le truppe sovietiche occupassero Budapest.
Morì il 29 marzo 1945 all'età di 60 anni.

## Genealogia episcopale e successione apostolica
La genealogia episcopale è:
- Cardinale Scipione Rebiba
- Cardinale Giulio Antonio Santori
- Cardinale Girolamo Bernerio, O.P.
- Vescovo Claudio Rangoni
- Arcivescovo Wawrzyniec Gembicki
- Arcivescovo Jan Wężyk
- Vescovo Piotr Gembicki
- Vescovo Jan Gembicki
- Vescovo Bonawentura Madaliński
- Vescovo Jan Małachowski
- Arcivescovo Stanisław Szembek

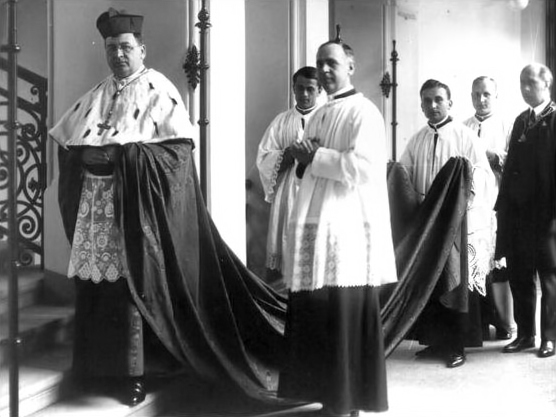
Il cardinale Serédi nel 1935

- Vescovo Felicjan Konstanty Szaniawski
- Vescovo Andrzej Stanisław Załuski
- Arcivescovo Adam Ignacy Komorowski
- Arcivescovo Władysław Aleksander Łubieński
- Vescovo Andrzej Stanisław Młodziejowski
- Arcivescovo Kasper Kazimierz Cieciszowski
- Vescovo Franciszek Borgiasz Mackiewicz
- Vescovo Michał Piwnicki
- Arcivescovo Ignacy Ludwik Pawłowski
- Arcivescovo Kazimierz Roch Dmochowski
- Arcivescovo Wacław Żyliński
- Vescovo Aleksander Kazimierz Bereśniewicz
- Arcivescovo Szymon Marcin Kozłowski
- Vescovo Mečislovas Leonardas Paliulionis
- Arcivescovo Bolesław Hieronim Kłopotowski
- Arcivescovo Jerzy Józef Elizeusz Szembek
- Vescovo Stanisław Kazimierz Zdzitowiecki
- Cardinale Aleksander Kakowski
- Papa Pio XI
- Cardinale Jusztinián Serédi, O.S.B.

La successione apostolica è:
- Arcivescovo József Grósz (1929)
- Vescovo István Hász (1929)
- Vescovo István Breyer (1929)
- Vescovo Zoltán Lajos Meszlényi (1937)
- Vescovo Tihamér Tóth (1938)
- Vescovo István Madarász (1939)
- Arcivescovo Gyula Czapik (1939)
- Vescovo Vilmos Apor (1941)
- Vescovo János Scheffler (1942)
- Vescovo József Pétery (1942)
- Arcivescovo Endre Hamvas (1944)
- Cardinale József Mindszenty (1944)
- Vescovo Sándor Kovács (1944)